# إيملي كارلسون
إيملي كارلسون (بالإنجليزية: Emily Carlson)‏ هي صحفية أمريكية، ولدت في 1983.